# Jesús Lázaro
Jesús Lázaro Corral (Córdoba, 21 de diciembre de 1971) es un exjugador y entrenador de baloncesto español que actualmente dirige al Unicaja Málaga B de la Liga EBA. Fue el primer jugador en la historia en ser dos veces ganador de la Liga ACB con dos equipos distintos que no fueran ni el Real Madrid ni el FC Barcelona. Después repetirían este hito Walter Herrmann y Fernando San Emeterio.

## Biografía

### Como jugador
La práctica totalidad de su carrera deportiva transcurrió en clubes de España aunque en la temporada 2003/04 tuvo un breve paso por el AD Ovaerense de la liga portuguesa. En su palmarés cabe destacar dos ligas ACB, la primera con el TDK Manresa, donde era el base suplente del mítico Chichi Creus, y la segunda, ya en la recta final de su carrera, con el Unicaja Málaga, donde ejercía un rol de tercer base. De la misma manera conquistó dos Copas del Rey también con el TDK Manresa en la temporada 1995/96 y con el Unicaja Málaga en la 2005/06.

### Como técnico
Tras colgar las botas inició su labor como técnico. En la temporada 2008/09, como técnico del Clínicas Rincón Axarquía de LEB Oro, consiguió alcanzar los play-off de ascenso lo que le valió para que Curro Segura le ofreciera un puesto como entrenador ayudante en el Obradoiro Club Amigos del Baloncesto para la temporada 2009/10. En julio de 2010 firmó un contrato con el CB Murcia de la liga LEB Oro para acompañar como segundo entrenador a Luis Guil en la dirección del club pimentonero, consiguiendo el Campeonato y el ascenso directo a la Liga ACB en su primera campaña en el club.
En la temporada 2018-19, firma por el equipo cordobés del Cordobasket, como entrenador del equipo EBA.
En 2019, regresa al Unicaja Málaga en el que se hace cargo en las siguientes temporadas del equipo femenino de LF2 y del filial malagueño de Liga EBA.

### Como director deportivo
Posteriormente realizó labores de director deportivo en Córdoba, en el club de baloncesto "BBall Córdoba".

## Clubes

### Como jugador
- Categorías inferiores del Caja Ronda.
- 1989/91 Caja Ronda (ACB)
- 1991/92 Unicaja Melilla (1ª División)
- 1992/93 Cajacantabria Torrelavega (1ª División)
- 1993/94 Unicaja Baloncesto (1ª División) y Unicaja Polti (ACB)
- 1994/98 TDK Manresa
- 1998/00 Unicaja de Málaga
- 2000/02 Breogán Lugo
- 2002/03 Ricoh Manresa
- 2003/04 Etosa Alicante y AD Ovarense (Portugal)
- 2004/05 Aguas Calpe (EBA) y Unicaja de Málaga
- 2005/06 Unicaja de Málaga

### Como entrenador
- 2007/08 Clínicas Rincón Axarquía (LEB Plata). Entrenador Ayudante
- 2008/09 Unicaja Málaga Sub-18. Entrenador
- 2009/10 Xacobeo BluSens Obradoiro (Liga ACB). Entrenador Ayudante
- 2010/12 UCAM Murcia CB (LEB Oro/Liga ACB). Entrenador Ayudante
- 2012/14 BBALL Córdoba (Liga EBA). Director Deportivo
- 2014/16 Selección de baloncesto de Kuwait. Entrenador Ayudante
- 2014/16 Selección de baloncesto de Kuwait Sub-16. Entrenador
- 2017 Selección de baloncesto de España Sub-17. Entrenador Ayudante
- 2018/19 Cordobasket (Liga EBA). Entrenador
- 2019/20 Unicaja Málaga B (Junior Masculino). Entrenador
- 2022/23 Unicaja Málaga (Liga Femenina 2). Entrenador
- 2023/24 Unicaja Málaga B (Liga EBA). Entrenador

## Palmarés

### Como jugador
- Campeón de la Copa del Rey de baloncesto con el TDK Manresa en la temporada 1995-96.
- Campeón de Liga con el TDK Manresa en la temporada 1997-98.
- Campeón de la Copa del Rey de baloncesto con el Unicaja en la temporada 2004-05
- Campeón de la Liga ACB con el Unicaja en la temporada 2005-06